# Mersada Bećirspahić
Mersada Bećirspahić (in serbo Мерсада Бећирспахић?; Bihać, 8 dicembre 1957) è un'ex cestista jugoslava.

## Carriera
Con la Jugoslavia ha disputato i Giochi olimpici di Mosca 1980 e due edizioni dei Campionati europei (1980, 1981).